# Natalja Goetman

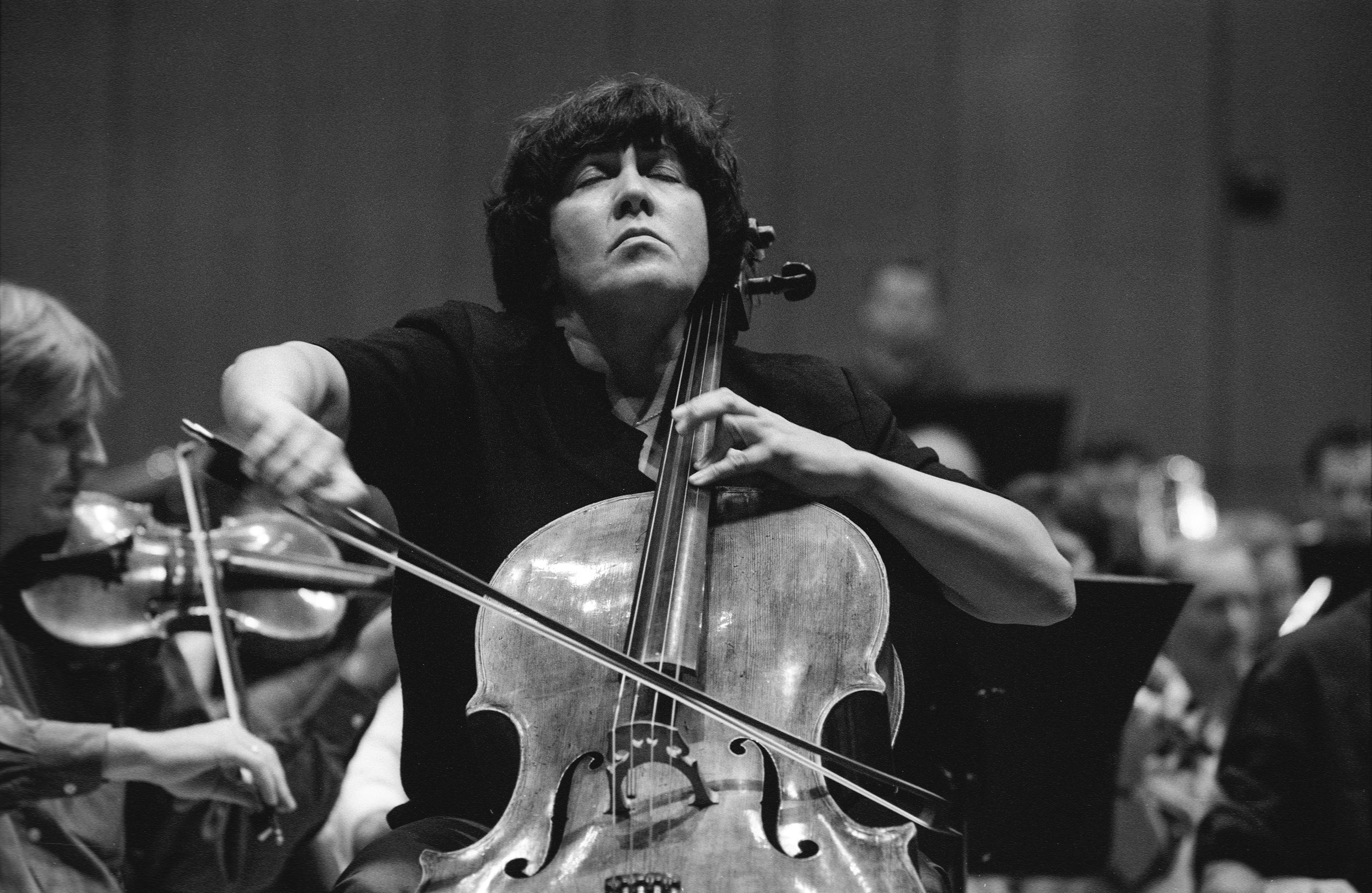
Natalja Goetman

Natalja Grigorjevna Goetman, internationaal bekend als Natalia Gutman (Russisch: Наталья Григорьевна Гутман) (Kazan, 14 november 1942) is een Russisch celliste. 
Goetman studeerde cello aan de Muziekschool van Moskou bij R. Sapozjnikov. Later werd ze toegelaten tot het Conservatorium van Moskou, waar ze studeerde bij onder andere Mstislav Rostropovitsj.
Ze onderscheidde zich bij belangrijke internationale concoursen. Ze maakte tournees in Europa, Amerika en Japan, als solist uitgenodigd door vooraanstaande dirigenten en orkesten. Ze speelde onder andere samen met Sviatoslav Richter in de cellosonate van Chopin. Ze heeft veel belangstelling voor hedendaagse muziek en voert geregeld muziek uit van hedendaagse componisten. Ze heeft opnames gemaakt van de celloconcerten van Dmitri Sjostakovitsj voor het label BGM Arbola en van het celloconcert van Dvořák met Wolfgang Sawallisch en het Philadelphia Orchestra voor het label EMI.
Als groot liefhebber van kamermuziek en hedendaagse muziek, richtte Goetman in 1990 het Musikfest Kreuth op met haar echtgenoot Oleg Kagan.
- Bibsys: 4009642
- Bibliothèque nationale de France: cb13894849b (data)
- Catàleg d'autoritats de noms i títols de Catalunya: 981058514652506706
- Gemeinsame Normdatei: 124047939
- International Standard Name Identifier: 0000 0001 0860 2733
- Library of Congress Control Number: n87123906
- Nationale Bibliotheek van Letland: 000043708
- MusicBrainz: c863732d-de4e-4154-9a73-f07ef4008f63
- Nationale Bibliotheek van Tsjechië: xx0131185
- Nationale Bibliotheek van Israël: 987007445341505171
- Nationale Bibliotheek van Polen: a0000002399274
- Système universitaire de documentation: 251285073
- Virtual International Authority File: 114962413
- WorldCat: E39PBJfCByVKjVWkkXxDyVRh73